# Palazzo del Sedile (Francavilla Fontana)

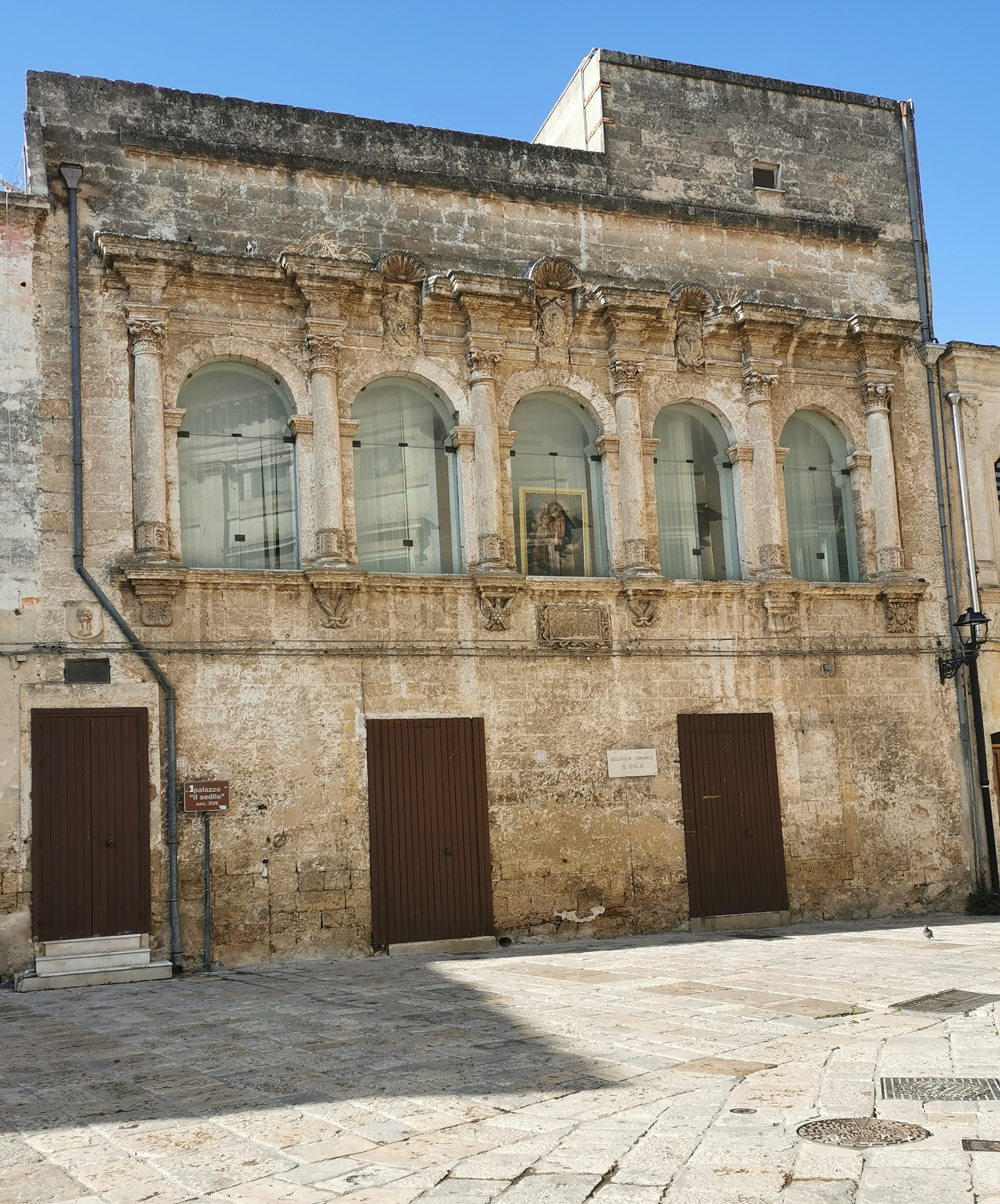
Palazzo del Sedile

Il Palazzo del Sedile è un edificio storico situato nel centro antico di Francavilla Fontana.

## Storia
Costruito nel corso del Seicento, il palazzo faceva parte del programma di riorganizzazione urbana promossa dagli Imperiali a Francavilla tra il XVII e il XVIII secolo, diventata in quel periodo la capitale del feudo.
Fino al 1821 è stato sede del Comune e, al pianoterra, delle carceri; attualmente vi è la biblioteca comunale.

## Architettura
L'edificio è situato in Piazza Dante e si sviluppa su due piani. La facciata è caratterizzata da una loggia a cinque fornici (oggi chiusa da vetrate) scandita da sei semicolonne con capitelli corinzi su cui corre una cornice aggettante.
I tre fornici centrali della loggia sono arricchti da fastigi in pietra leccese lavorati a forma di conchiglie e contenenti lo stemma della famiglia Imperiali (al centro), quello di Francavilla (a destra), ed un altro a sinistra, ormai illeggibile, ma con molta probabilità della casa regnante di Spagna.